# Pilastro monumentale di Yzeures-sur-Creuse
Il pilastro di Yzeures-sur-Creuse è un pilastro monumentale del III secolo, costituito da blocchi di calcare conchiglifero del giurassico, i cui resti incompleti sono stati rinvenuti nel 1895-1896 nelle fondazioni della antica chiesa del comune francese di Yzeures-sur-Creuse (dipartimento di Indre e Loira, regione del Centro-Valle della Loira), insieme ad altri blocchi di un altare e ad un tempio a fanum dedicato a Minerva.
Il monumento in origine doveva essere alto circa 9 m e probabilmente sormontato da una statua andata perduta. Era decorato da tre registri di bassorilievi con figure di dei ed eroi.
La funzione religiosa del sito sopravvisse anche nell'alto medioevo con la costruzione di una chiesa merovingia, che riutilizzò nelle sue fondazioni elementi dei precedenti monumenti pagani.
I blocchi conservati pertinenti al pilastro monumentale furono inseriti nel 1896 nella lista degli oggetti protetti e nel 1992 è stata inserita nel data base Palissy del Ministero della cultura francese, riguardante i beni mobili del patrimonio nazionale. Dal 1972 sono conservati nel Museo Minerve, costruito in prossimità del luogo di ritrovamento.

## Circostanze della scoperta e storia degli studi

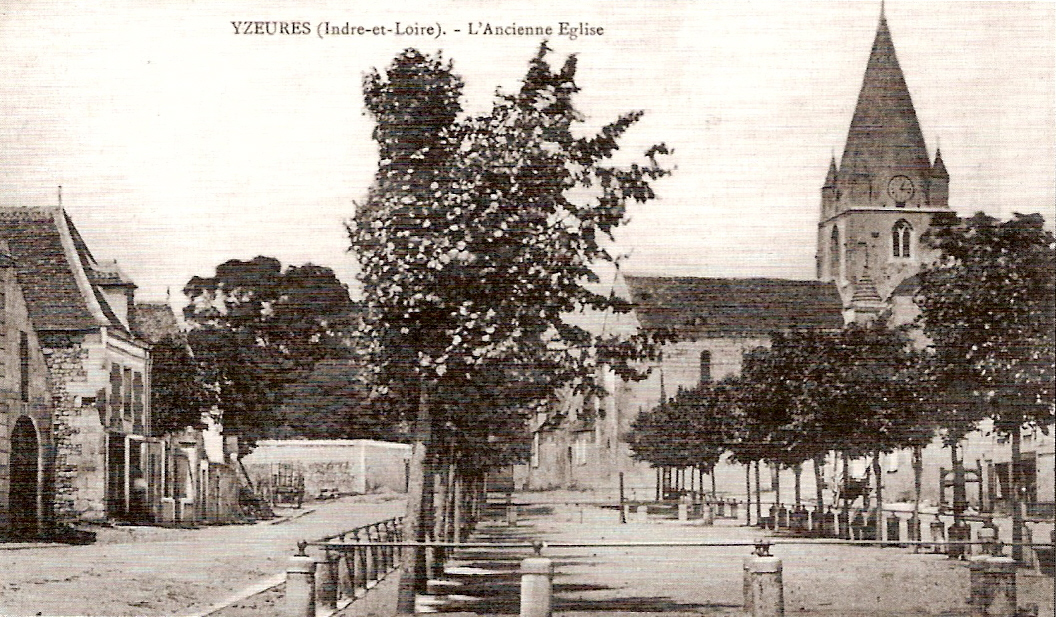
Immagine d'epoca della chiesa parrocchiale di Yzeures prima della ricostruzione (cartolina)

Nel 1894 fu deciso di demolire l'antica chiesa parrocchiale di Yzeures-sur-Creuse, del XII secolo, perché vetusta e troppo piccola, malgrado le sue murature fossero ancora solide, per ricostruire un nuovo edificio nello stesso luogo. I lavori iniziarono nell'autunno dell'anno seguente e permisero di rimettere in luce e di estrarre una decina di blocchi, alcuni decorati da bassorilievi, che sembravano essere stati riutilizzati nelle fondazioni di un edificio di circa 10 x 5 m, precedente la chiesa in demolizione: è possibile che tale edificio scomparso sia da identificare con una chiesa merovingia, citata da Gregorio di Tours tra quelle fondate dal vescovo Eustochio di Tours. Nella trincea apparvero anche altri blocchi, che però furono temporaneamente lasciati sul posto.

Pianta dell'antica chiesa di Yzeures dal disegno dello storico Charles Normand, con annotazioni sulla collocazione dei resti rimessi in luce nel 1896

La Società archeologica della Touraine (Société archéologique de Touraine ) e il suo presidente, Louis-Auguste Bosseboeuf, furono informati della scoperta nel novembre del 1895, ma non diedero immediatamente l'avvio a indagini più approfondite sul campo: fu padre Camille de La Croix, lo scopritore del sito archeologico di Sanxay, a condurre gli scavi tra il 10 e il 22 febbraio del 1896, in corrispondenza del muro meridionale e della facciata dell'antica navata. Padre de La Croix estrasse diversi blocchi, che furono collocati senza ordine nel giardino del presbiterio. Furono realizzati rilievi e disegni.  In base alle indicazioni di padre de La Croix, Charles Normand pubblicò inoltre una pianta sommaria della collocazione dei resti. Una controversia sorse tra Bosseboeuf, e padre de La Croix sulla paternità della scoperta dei blocchi e sulla loro interpretazione.
Octave de Rochebrune, che esaminò i blocchi lo stesso anno dello scavo, li attribuì ad un tempio che stimò essere stato "il più grande della Gallia" e ne propose una ricostruzione con facciata ottastila (a otto colonne) e sormontata da un frontone triangolare: i blocchi scolpiti sarebbero stati alla base di alcune delle colonne del pronao.
I blocchi sembrarono invece ad altri appartenere a più monumenti: una colonna o pilastro monumentale, un fanum a cella poligonale e un altare, collegato ad uno dei due. Tre blocchi, sui probabili cinque originari, permettono di ricostruire un'epigrafe monumentale con dedica a Minerva, che sembra riferibile al tempio. Nel 1911 Émile Espérandieu pubblicò foto e disegni dei blocchi.

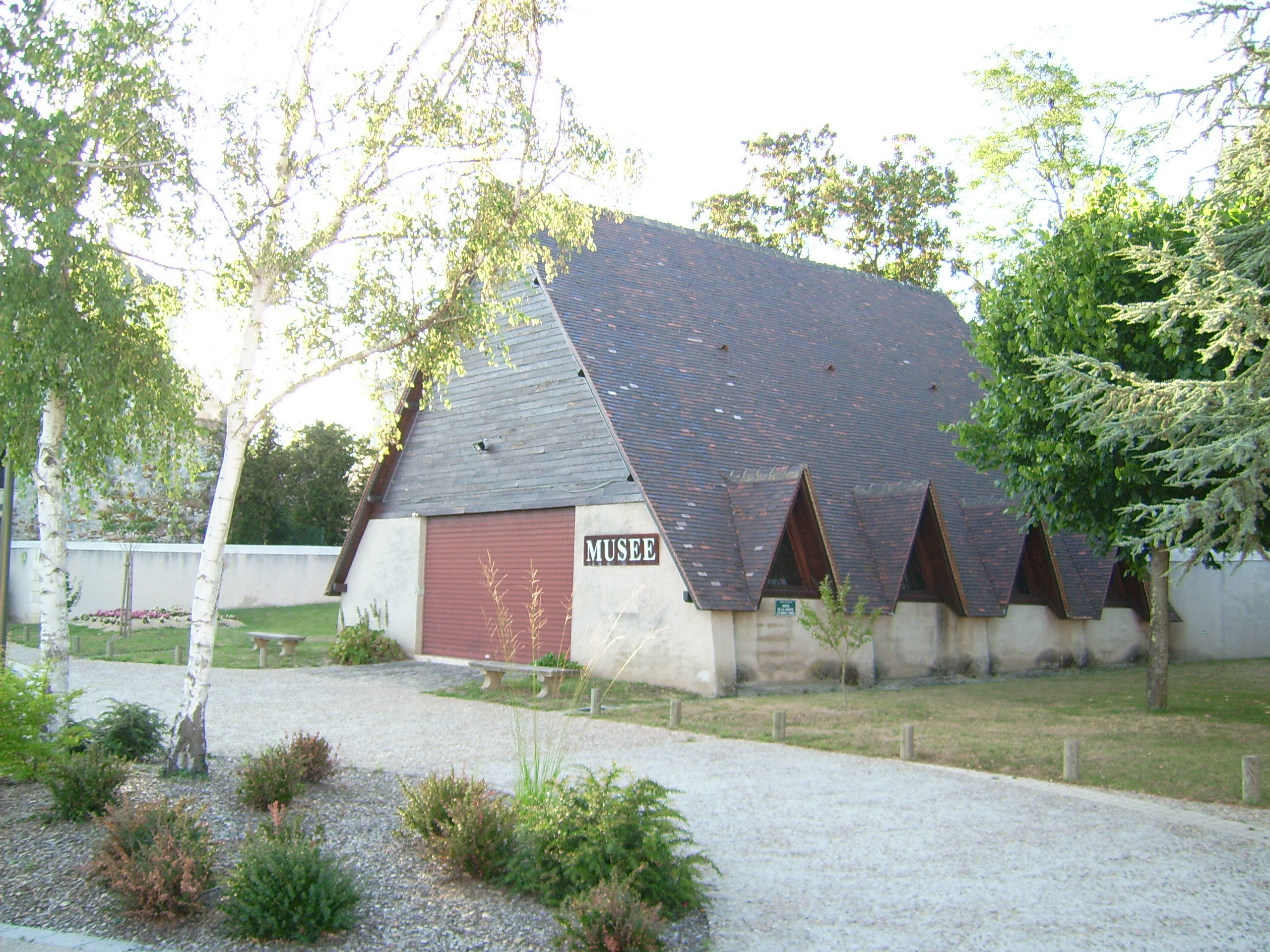
Il museo Minerve.

I blocchi furono conservati sotto una semplice tettoia senza essere nuovamente studiati per lungo tempo e nel frattempo sembra che una ventina di essi, privi di decorazione, siano andati perduti. A partire dal 1970, per consentire il passaggio di una nuova strada lungo il fianco sud della chiesa, dove erano conservati, i blocchi furono spostati e con l'occasione furono oggetto di nuovi studi condotti dall'archeologo Jean-Pierre Adam, mentre, per iniziativa di Gilbert Charles-Picard fu fondato nel 1972 il museo Minerve, destinato ad accoglierli e valorizzarli.

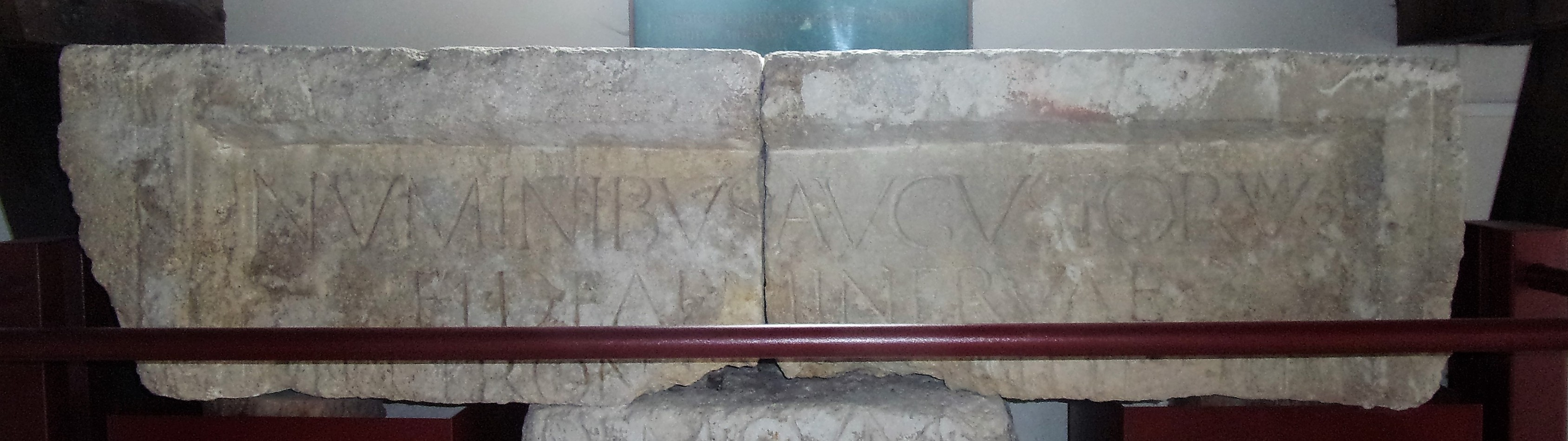
Iscrizione dedicatoria a Minerva, attribuita al tempio di Yzeures-sur-Creuse nel Museo Minerve

Nel 2014 è stato intrapreso il restauro di tutti i blocchi conservati nel museo. Gli studi condotti in questa occasione hanno permesso di riconoscere alcuni errori nella ricomposizione che era stata effettuata nel 1972 per l'esposizione nel museo e di migliorare l'allestimento. Nel museo si conservano complessivamente 21 o 25 blocchi pertinenti alla colonna monumentale, 24 blocchi pertinenti al tempio, 2 pertinenti all'altare e 3 pertinenti alla dedica a Minerva, oltre a 13 blocchi privi di decorazione e di incerta attribuzione. Si è ipotizzato che i monumenti ricostruiti appartengano ad un vicus (insediamento secondario) simile a quello identificato sul sito di Gué-de Sciaux ad Antigny.
La ricostruzione nel 1895 della nuova chiesa di Nôtre Dame a Yzeuress-sur-Creuse fu realizzata senza toccare la base del muro nord della chiesa medievale, che è stato riutilizzato così com'era nel nuovo edificio. È dunque possibile immaginare che le fondazioni di questo muro, rimaste intatte, abbiano potuto essersi sovrapposte a quelle della precedente chiesa merovingia, dove potrebbero essere stati reimpiegati altri blocchi appartenenti ai monumenti già noti.

## Descrizione
Tra i diversi blocchi rinvenuti nelle fondazioni della chiesa medievale di Yzeures-sur-Creuse, 21 sono attribuiti ad un pilastro monumentale. Nel 1912 Émile Espérandieu, su suggerimento di Franz Cumont, pubblicò un primo disegno ricostruttivo che ipotizzava i bassorilievi sovrapposti su tre registri alla base di una colonna monumentale, mentre Jean-Pierre Adam nel 1972 ha proposto una diversa ricostruzione come pilastro monumentale, costituito da uno zoccolo non decorato al quale si sovrappongono tre registri con blocchi decorati, progressivamente rientranti, a forma di slanciata piramide. Il pilastro sarebbe servito di sostegno ad una statua monumentale oggi scomparsa. Le differenze di stile tra i diversi registri sono stati spiegati con l'opera simultanea di diverse officine di scultori.

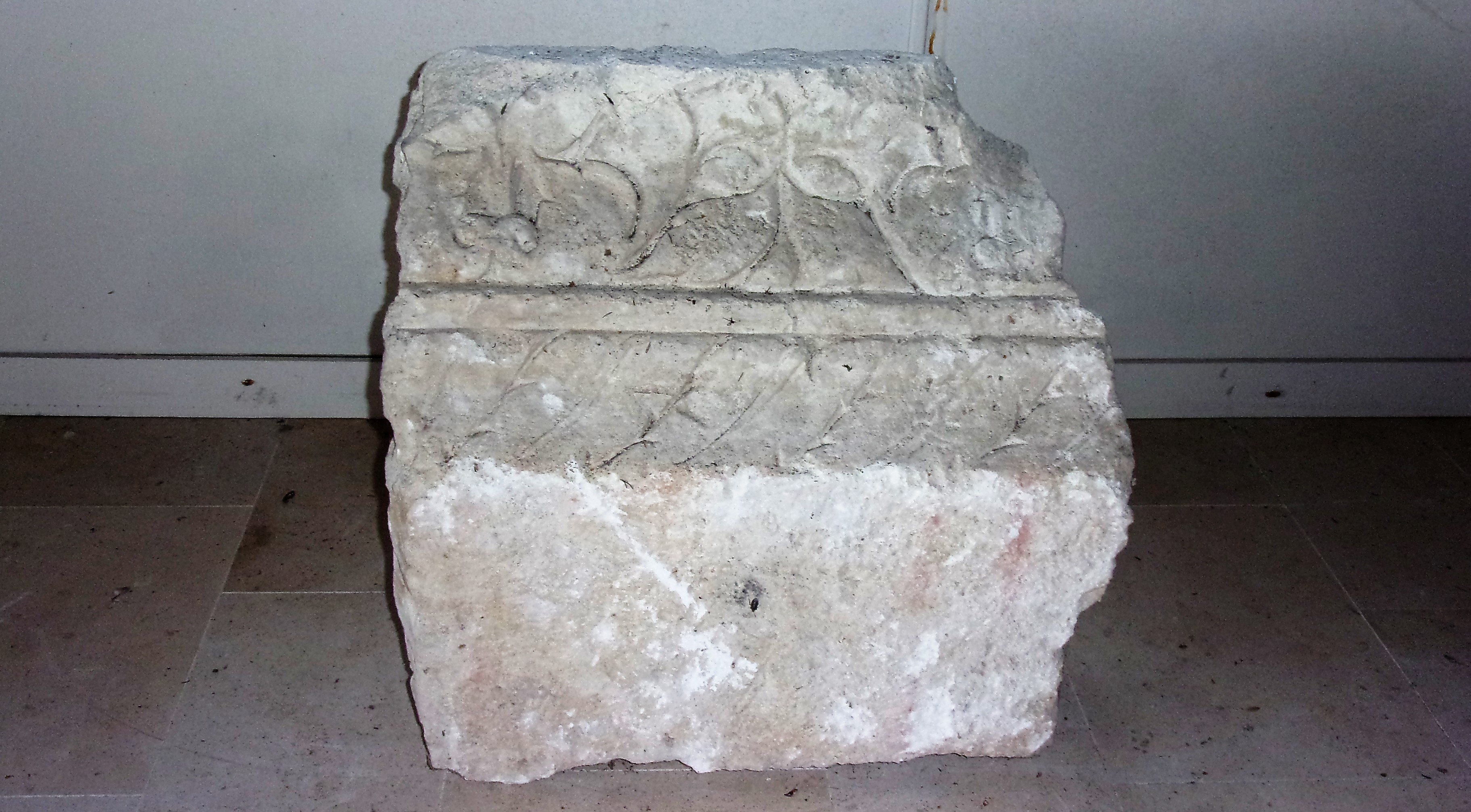
Elemento di coronamento forse appartenente al pilastro monumentale

I diversi registri potevano essere coronati da elementi di coronamento a forma di cornici, dei quali sono stati ritrovati quattro blocchi.
Il materiale di tutti i blocchi è un calcare conchiglifero del giurassico superiore, di estrazione locale: si tratta di una roccia piuttosto dura, alcune delle cui inclusioni (fossili, noduli di selce) sono rimaste inserite anche dove è intervenuta la scultura. La qualità esteticamente cattiva della pietra costrinse i costruttori d rivestire le facce a vista del monumento con acqua di calce come finitura. Sono state identificate tracce di policromia sulle scene scolpite e sulle cornici, come accade anche nel caso del mausoleo di Igel.
Lo zoccolo a pianta quadrata e con un'altezza complessiva di 1,70 m, doveva essere costituito da quattro filari di blocchi in opera quadrata, privi di decorazione, ciascuno rientrante rispetto al filare sottostante. Si conservano nel museo 13 blocchi privi di decorazione, ma nessuno di essi può essere attribuito con certezza a questo zoccolo.

Blocchi del primo registro.
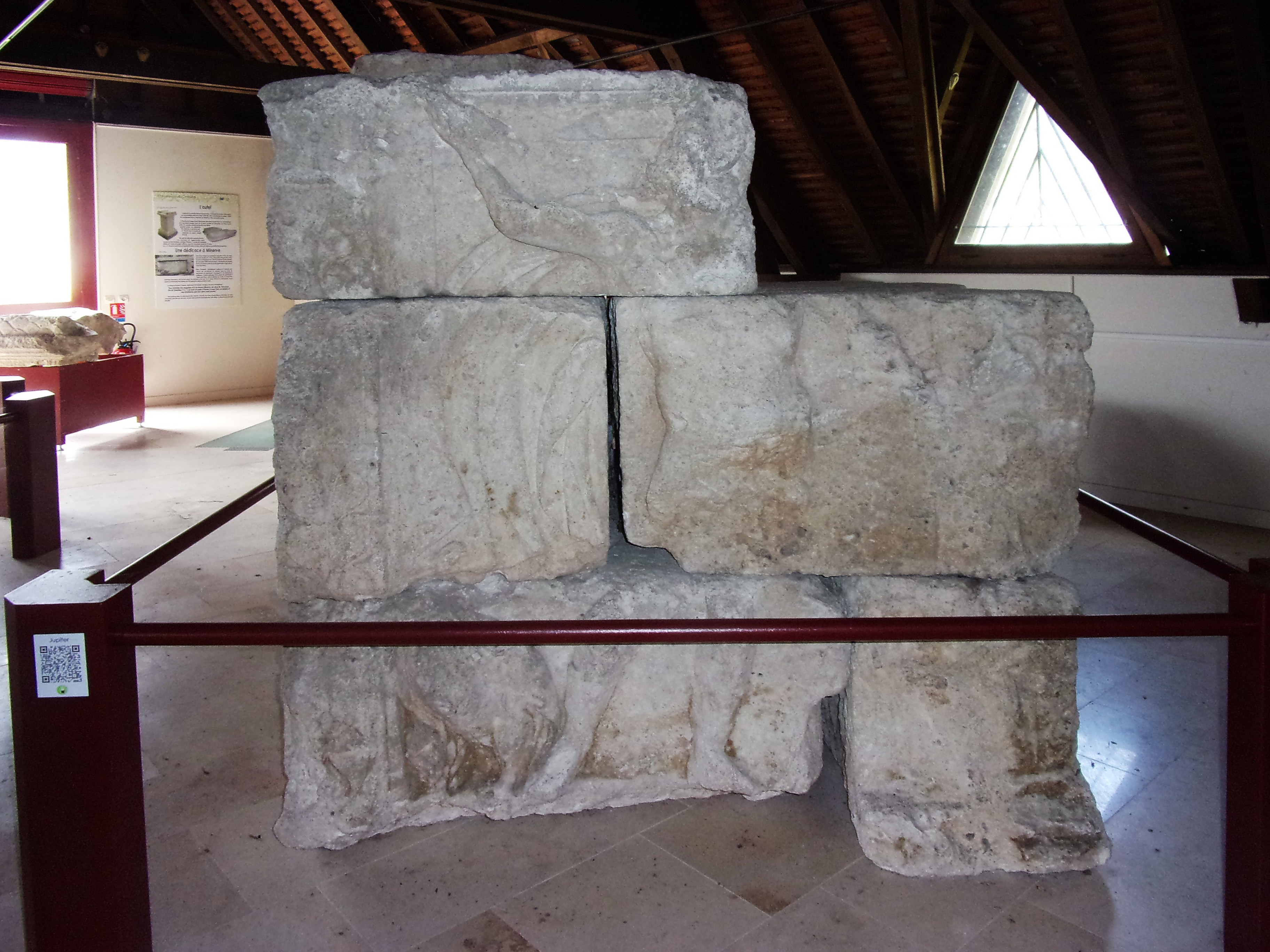
Giove
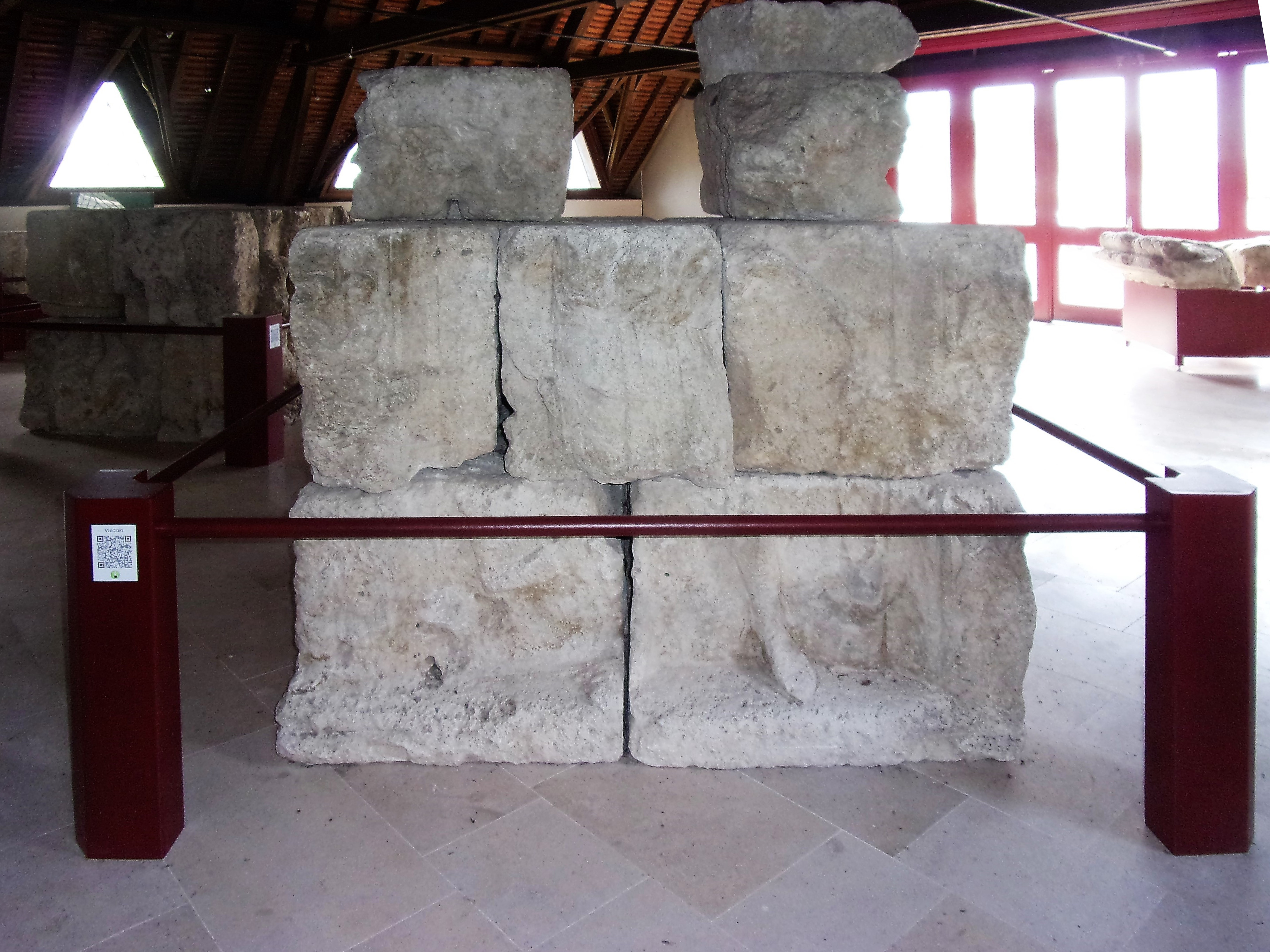
Vulcano
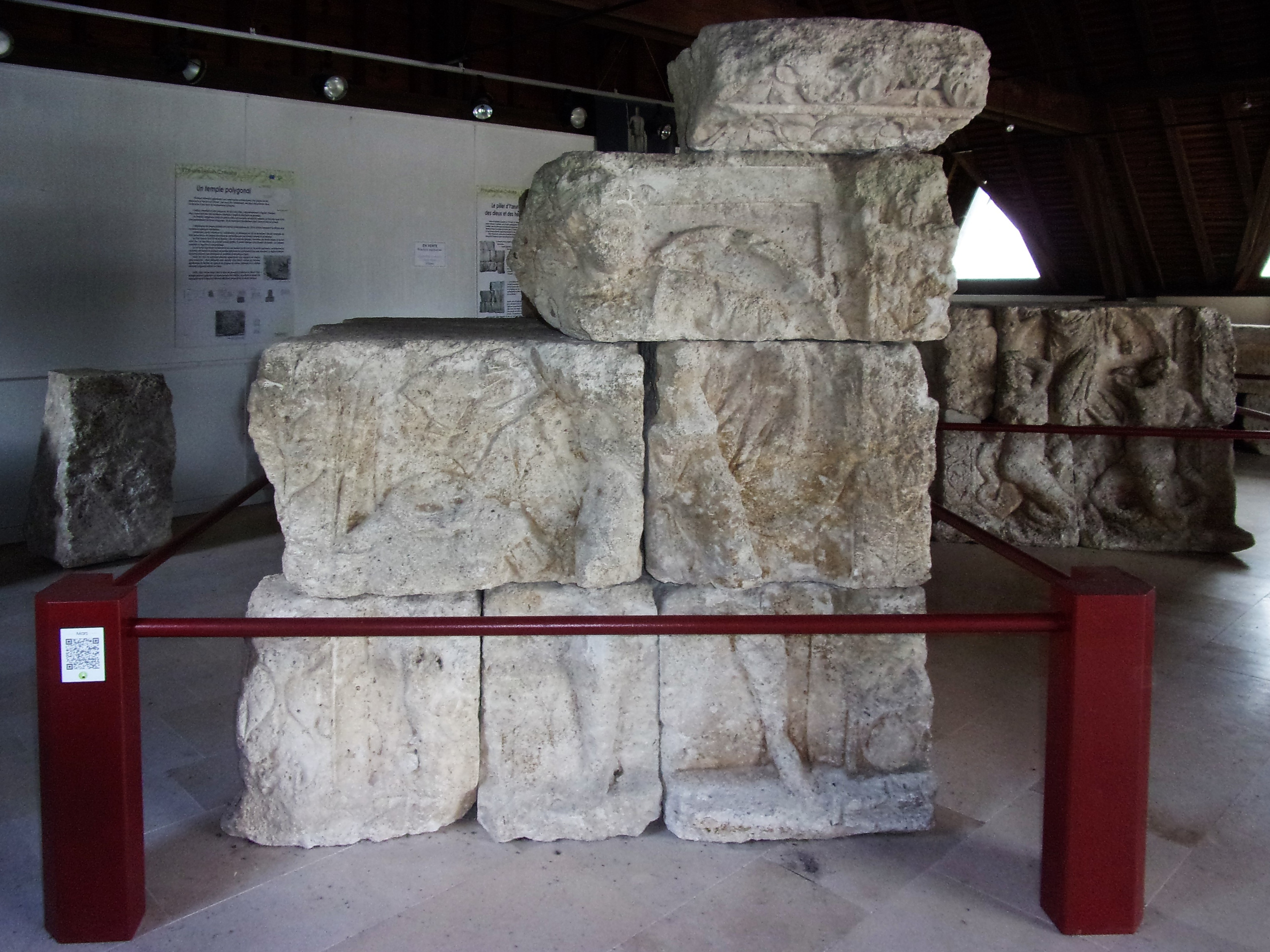
Marte
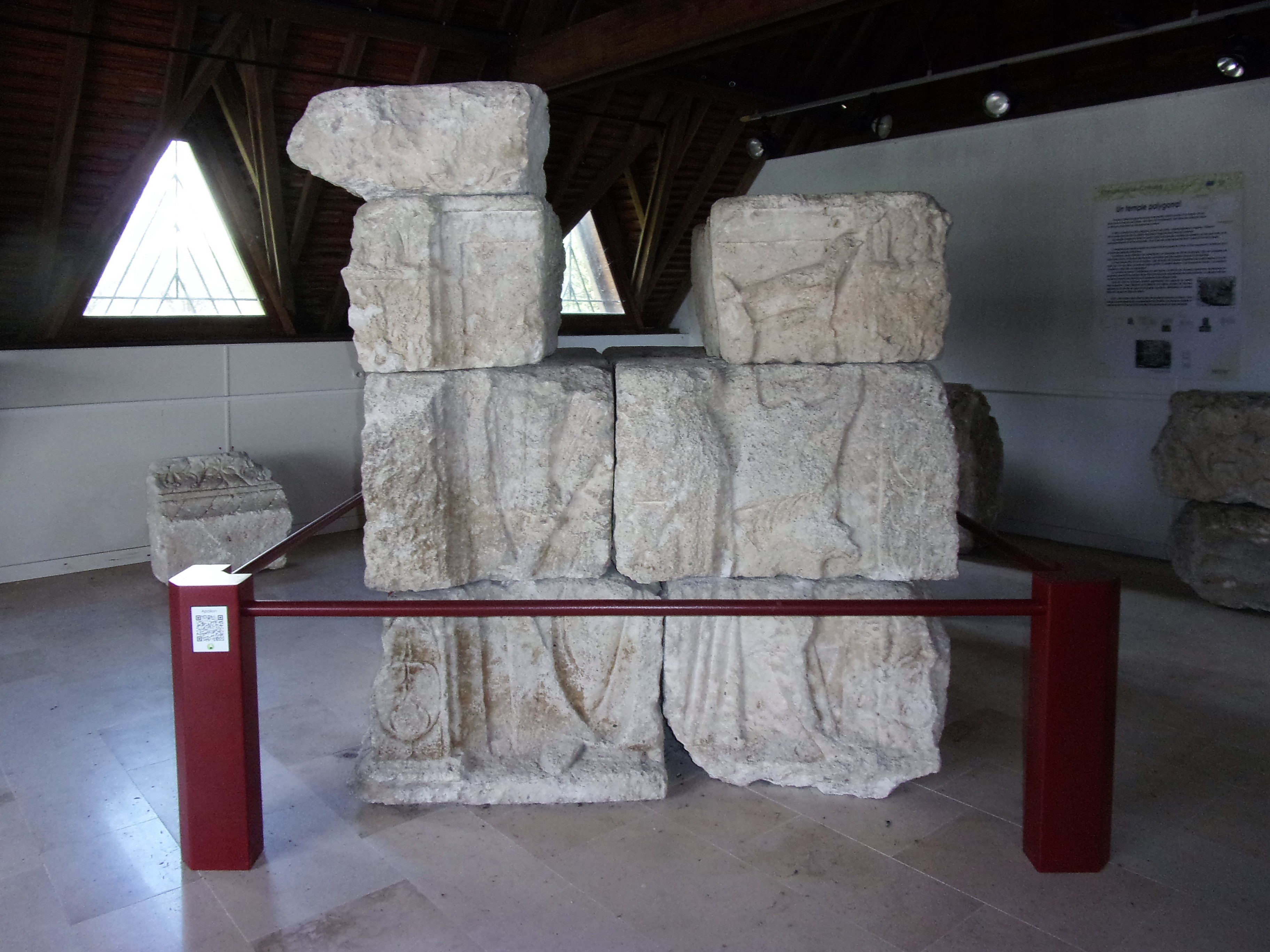
Apollo

Il primo registro di bassorilievi è costituito da un parallelepipedo a base quadrata di 1,73 m di lato per 1,85 m di altezza e comprende tre filari sovrapposti di blocchi a cui appartengono 12 dei blocchi conservati.
Le facce del parallelepipedo sono delimitate da lesene decorate da girali. Sulle quattro facce sono rappresentate quattro divinità romane (Giove con il fulmine, Vulcano con l'incudine e le tenaglie, ma con il volto non conservato, Marte con elmo e armi, in una posa lisippea, e Apollo con cetra e grifone (testa non conservata). Le quattro divinità potrebbero rappresentare l'imperatore vittorioso, in un insieme simbolico coerente ("pietre a quattro dei"). Si tratta del livello di maggiore immediata visibilità da parte dell'osservatore, perché si trova ad altezza dei suoi occhi.

Blocchi del secondo registro
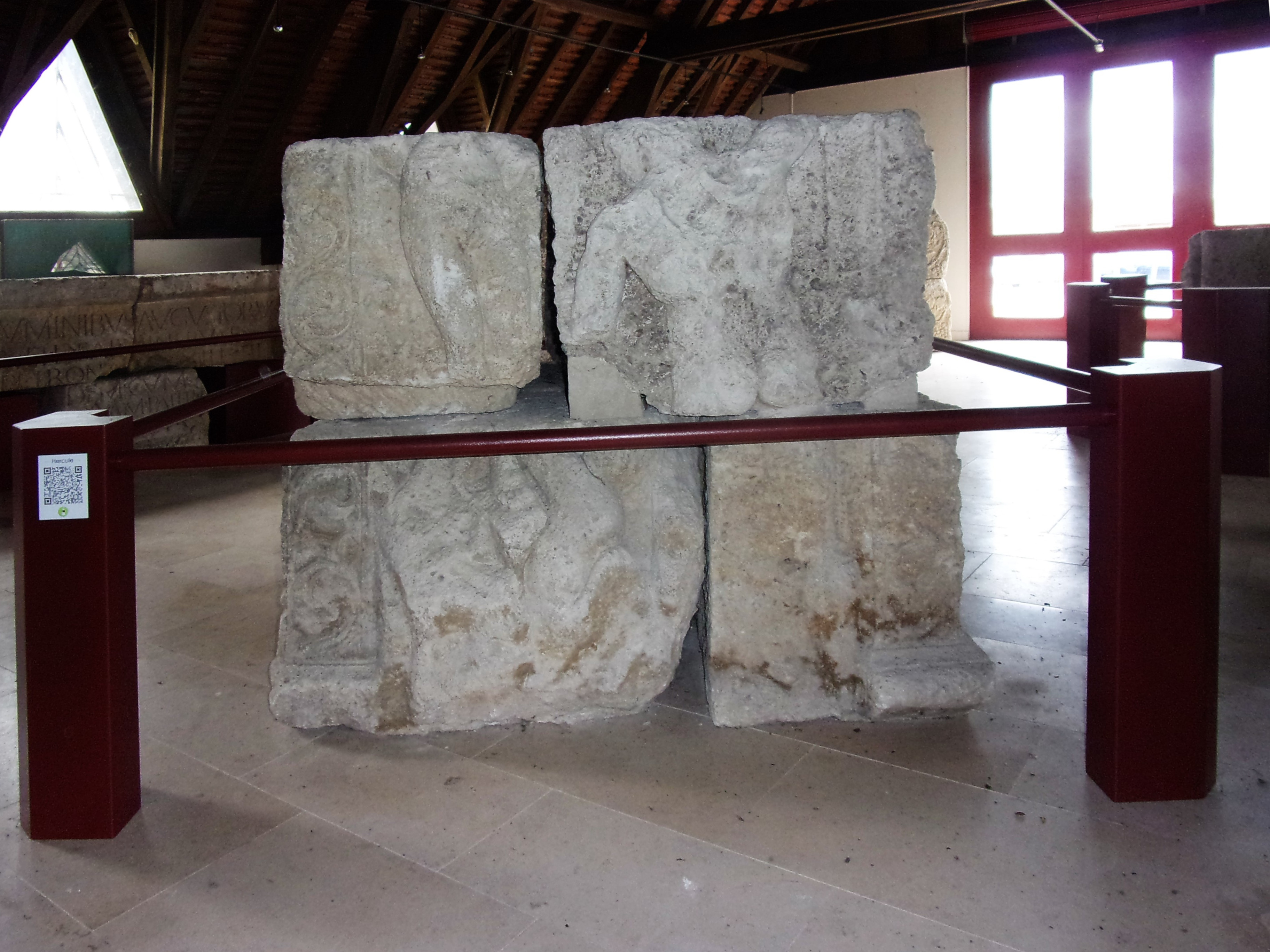
Ercole e Esione
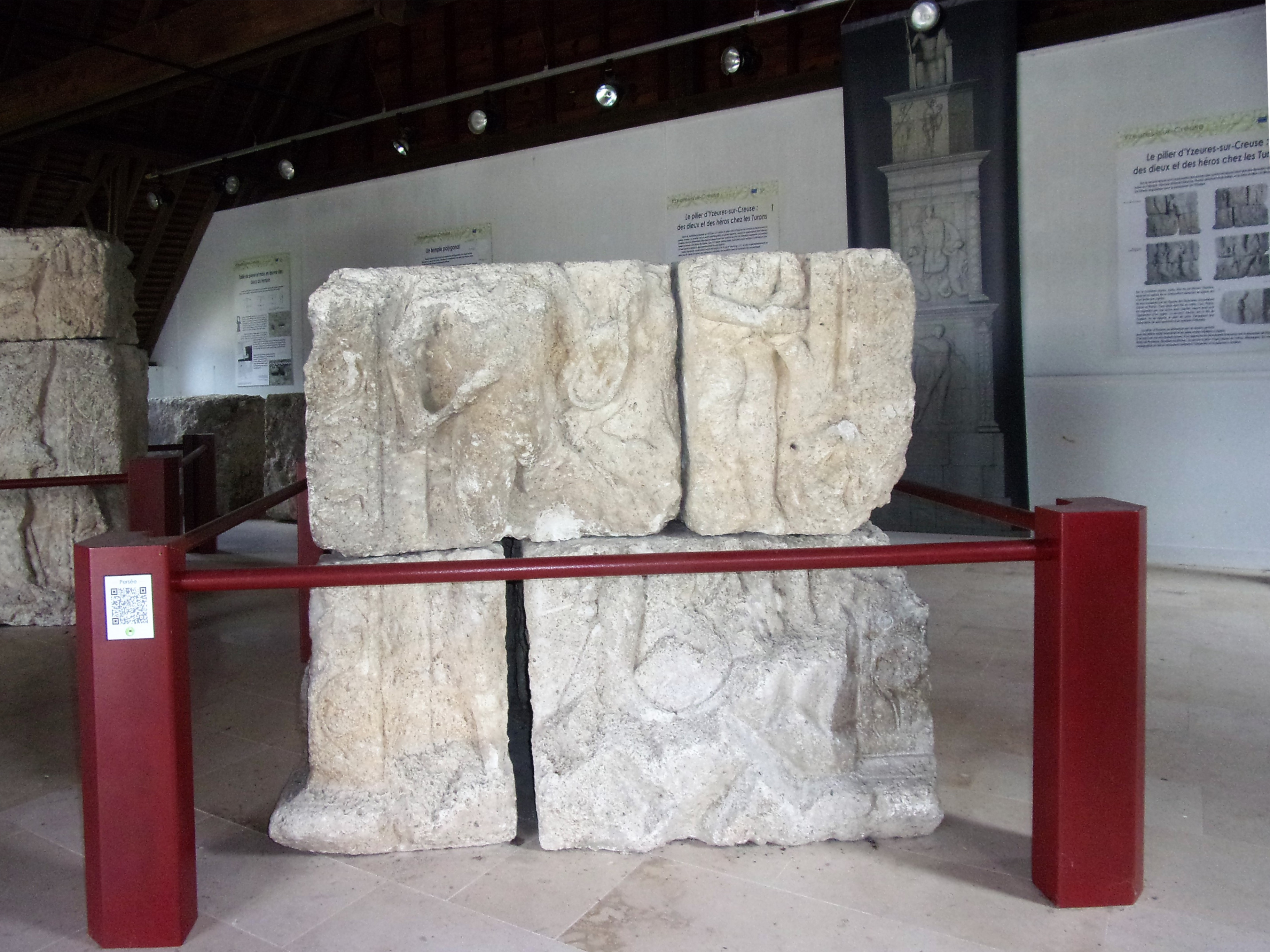
Perseo e Andromeda
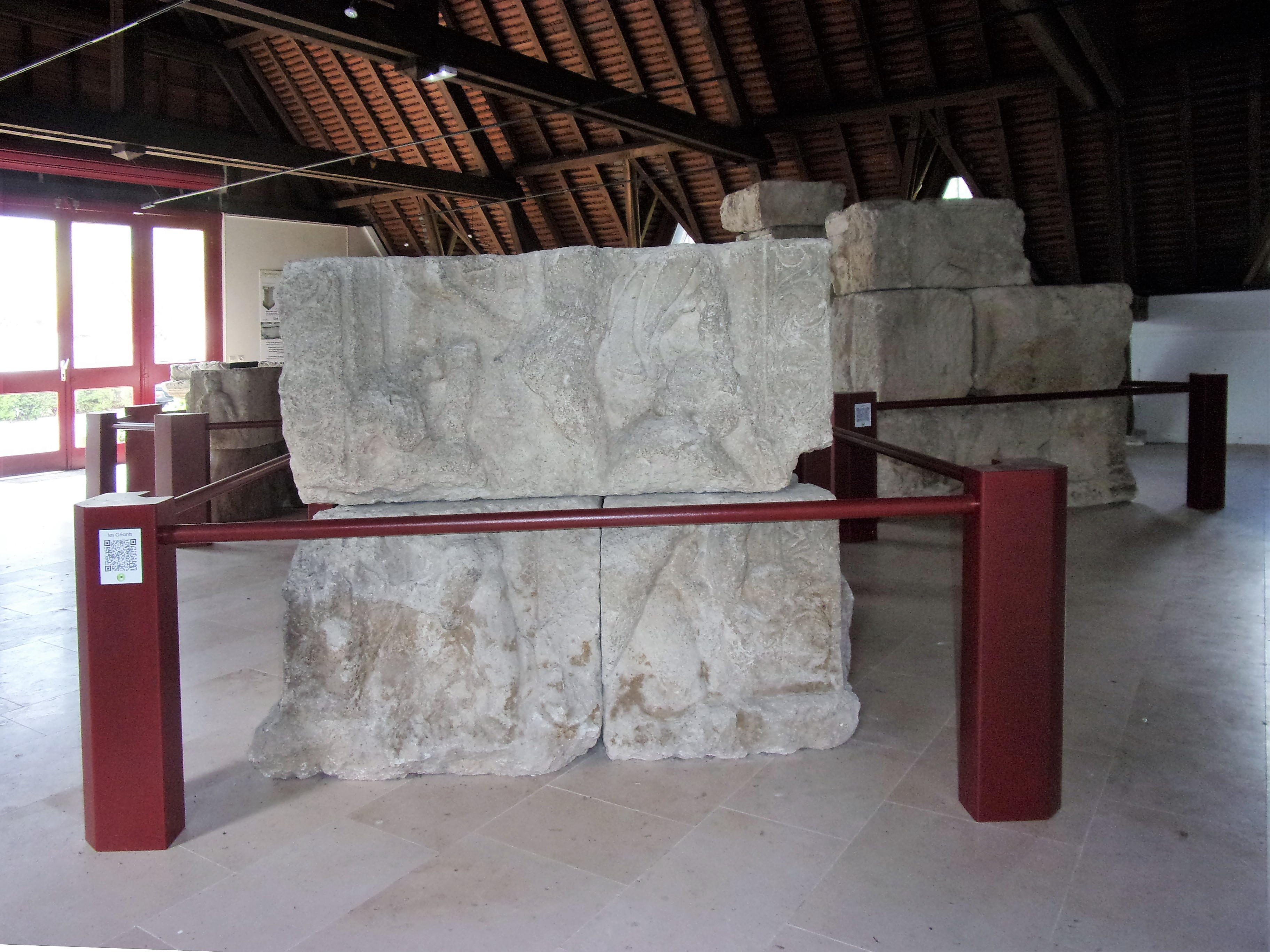
Marte in lotta contro i giganti anguipedi
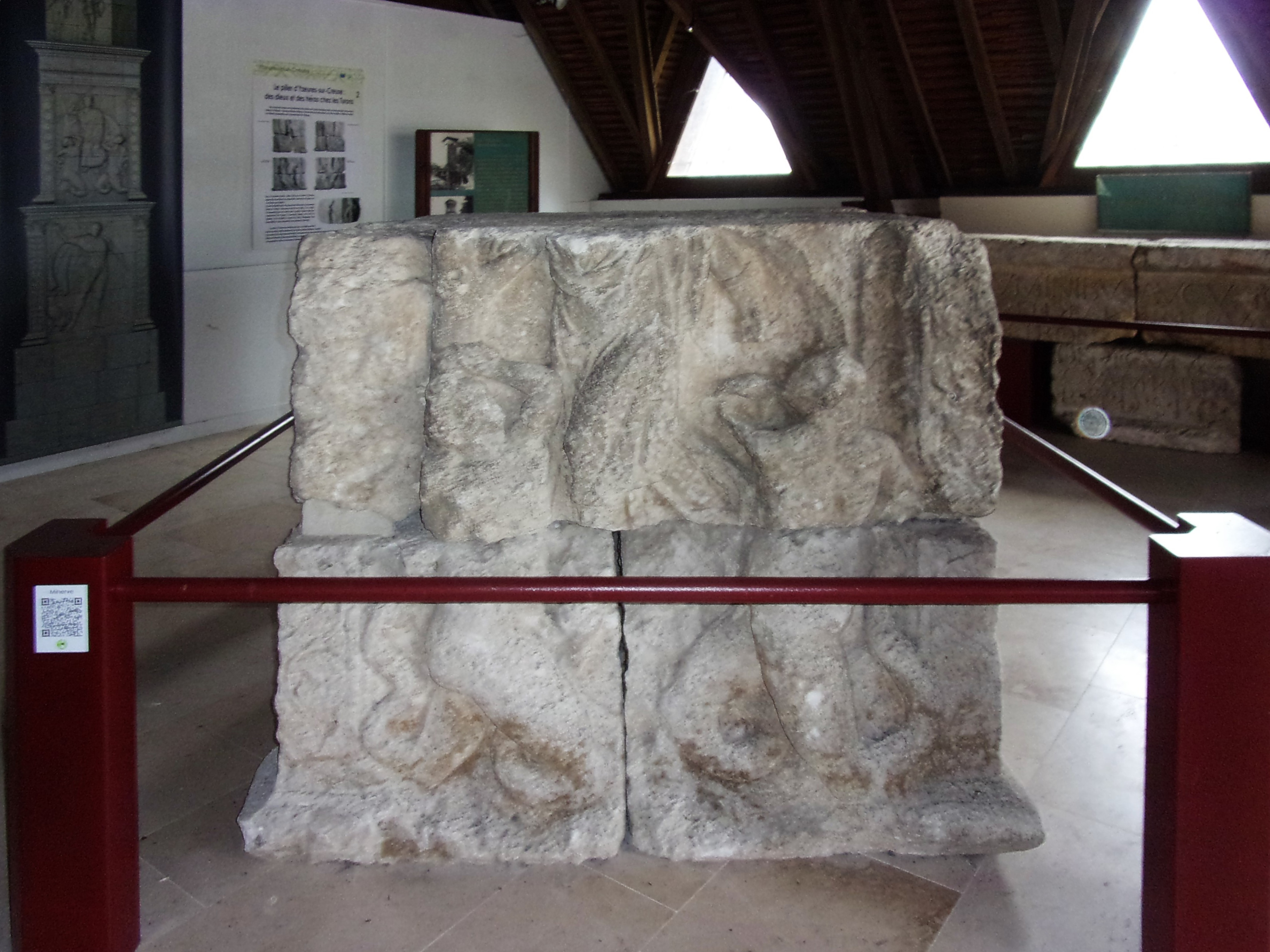
Minerva in lotta contro i giganti anguipedi

Il secondo registro di bassorilievi è costituito da un parallelepipedo ancora a base quadrata, più piccolo del precedente (di 1,42 m di lato), di cui rimangono solo due dei tre filari di blocchi che lo componevano in origine e un totale di 7 blocchi si sono conservati.
Come nel registro sottostante i lati di ciascuna faccia sono delimitati da lesene decorate. Le figure sono scolpite con un rilievo più accentuato, forse per renderle ugualmente visibili, nonostante la maggiore distanza dall'occhio dell'osservatore.
Su ciascuna faccia sono raffigurati episodi mitologici di lotte contro mostri: Ercole e Perseo che salvano rispettivamente Esione e Andromeda dai mostri marini e gli dei Marte e Minerva che combattono i giganti anguipedi per il possesso dell'Olimpo. È stato suggerito che queste scene vogliano alludere alle vittorie delle legioni imperiali contro i barbari.

Blocchi del terzo registro.
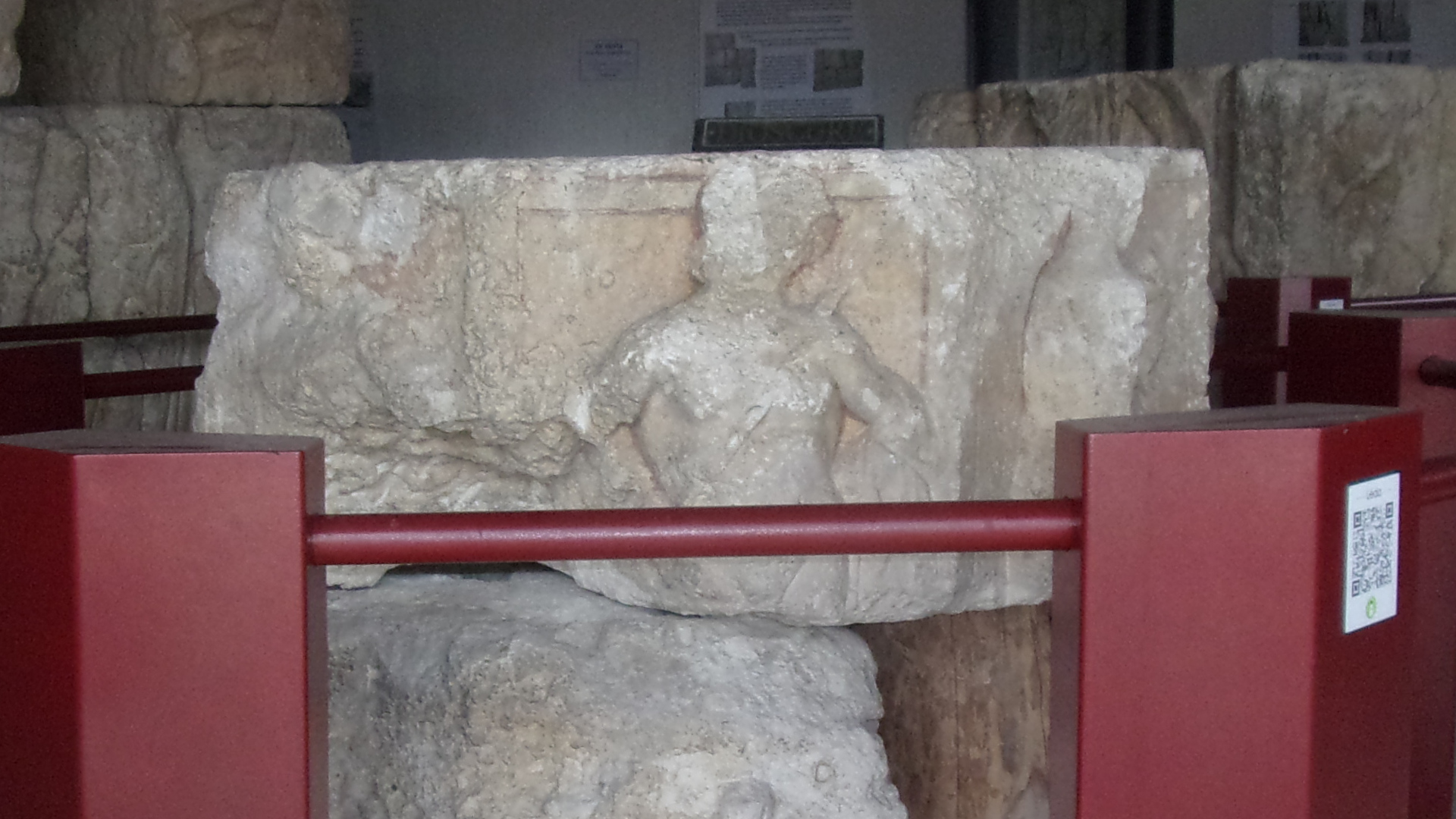
Castore
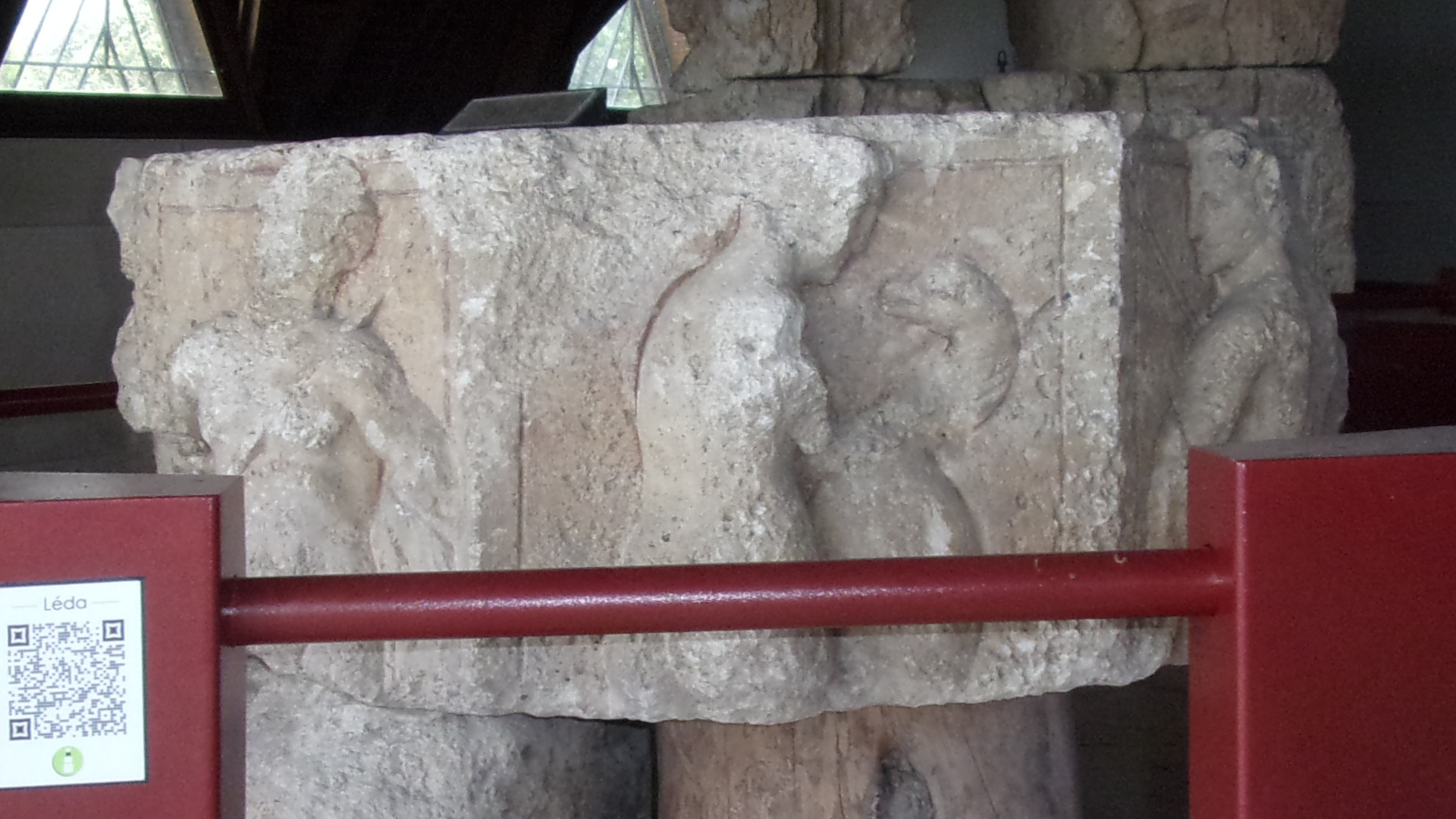
Leda et cigno
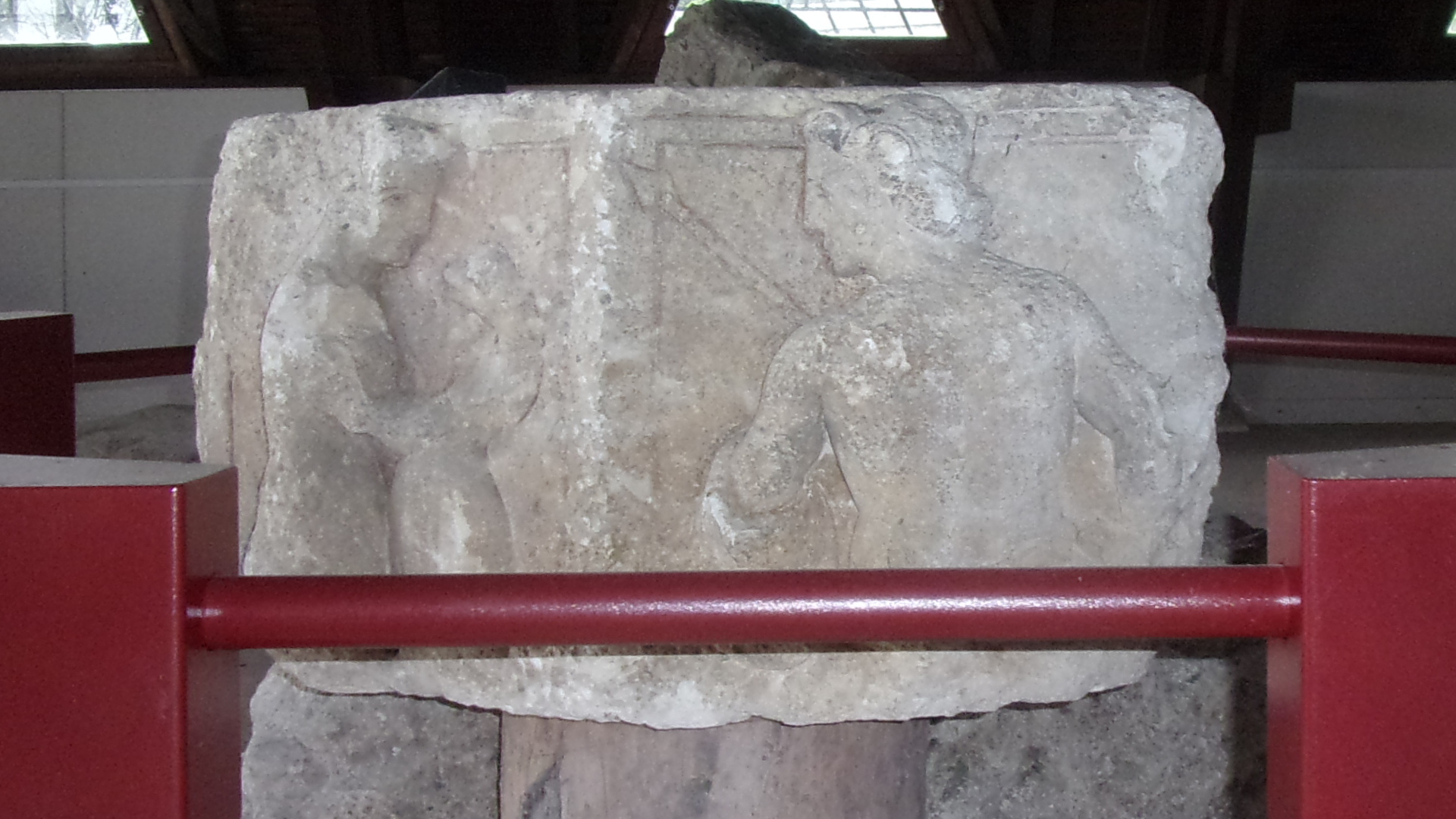
Polluce
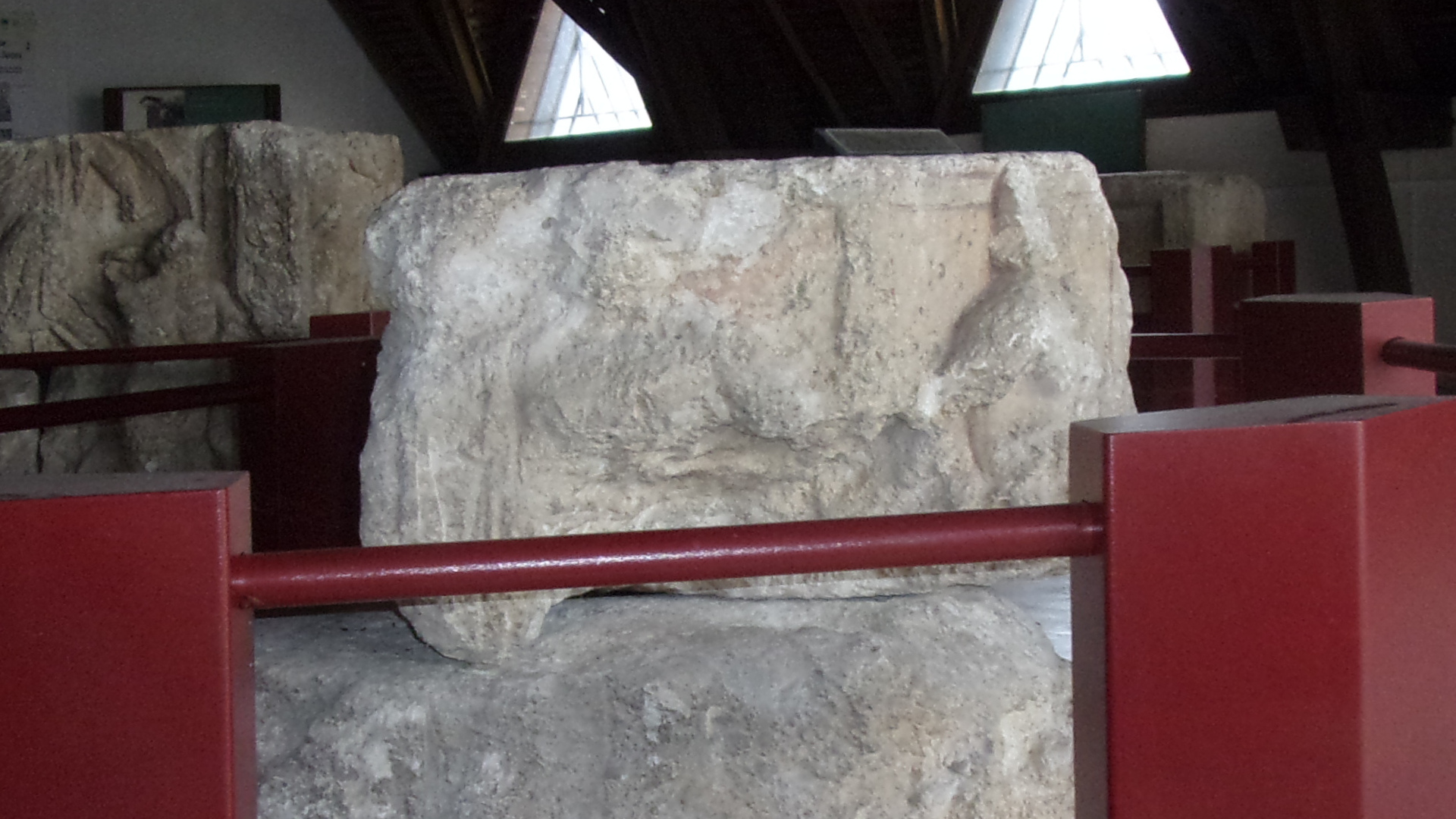
Nettuno

Il terzo registro è quello peggio conservato e ne sono stati identificati solo due blocchi. Era a pianta ottagonale, ma le sue dimensioni, certamente inferiori a quelle dei registri sottostanti, non sono determinabili con certezza. Mancano inoltre tre delle otto facce dell'ottagono e mancano tutti i blocchi del filare inferiore. Mancano le lesene che separano le diverse facce e i rilievi compongono piuttosto un unico fregio. I bassorilievi sono a rilievo ancora più marcato, probabilmente sempre per ragioni di visibilità. È sui rilievi di questo registro che sono state identificate tracce di policromia
Sono identificabili solo quattro personaggi: Leda con il cigno di cui Giove aveva preso l'apparenza, i figli di Leda Castore e Polluce e Nettuno con il suo tridente, che in Gallia rappresenta il dio anche dei fiumi e delle sorgenti. Un quinto personaggio, con le gambe incrociate, potrebbe essere una danzatrice.
È probabile che fosse presente alla sommità del monumento una statua, di cui però non sono stati rinvenuti i resti. È stato ipotizzato che potesse rappresentare Giove seduto in trono secondo la ricostruzione di Jean-Pierre Adam, oppure in piedi, o a cavallo e in atto di atterrare un prigioniero o un gigante angiipede, che potrebbe simboleggiare l'imperatore vittorioso sui nemici di Roma (secondo Espérandieu), o l'eternità e la vittoria sulla morte, rappresentata dai mostri (secondo Gérard Coulon. Sono state proposte anche altre ipotesi: statua di Minerva, in collegamento alla monumentale epigrafe dedicatoria, oppure l'imperatore, assimilato o meno ad un dio con la presenza dei suoi attributi.

## Interpretazione e funzione
La tematica, lo stile delle sculture, con la presenza di influssi orientali nella rappresentazione dei personaggi dei due primi registri di rilievi e le dimensioni del monumento, suggeriscono una datazione agli inizi del III secolo. Il ritrovamento sullo scavo di quattro monete dell'imperatore Domiziano (fine del I secolo) non sembra incompatibile con questa datazione del monumento, dato che le monete circolavano a lungo. La dedica a Minerva che ha caratteristiche simili (materiale, uso della policromia) è ugualmente datata tra il II e il III secolo.
Il pilastro di Yzeures-sur-Creuse sembra presentare forti analogie strutturali con mausolei funerari come il mausoleo di Glanum (di epoca augustea) o il mausoleo di Igel (inizi del III secolo), che hanno influenzato la ricostruzione proposta da Jean-Pierre Adam. Le rilievi tuttavia rappresentano solo dei o eroi, mentre mancano le figure dei defunti. Altri monumenti analoghi, come il Pilastro dei nauti o il pilastro di Saint-Landry a Parigi, presentano raffigurazioni di divinità galliche, che qui invece mancano, come manca la figura di Mercurio.
Le iconografie rimaste permettono di identificare il pilastro come una colonna votiva a Giove, che rappresenterebbe un omaggio simbolico all'imperatore per mezzo del simbolismo delle scene e dei personaggi raffigurati, ricordando ai popoli sottomessi la potenza imperiale riportata in un'eternità fuori dal tempo dalla presenza dei Dioscuri e del cigno di Leda.
Alcuni blocchi scolpiti, scoperti più recentemente a Saint-Ambroix (Cher) e a Antigny (Vienne), anch'essi reimpiegati nelle fondazioni di edifici merovingi, rimandano ad uno stesso apparato iconografico e simbolico del pilastro di Yzeures, e in particolare dei rilievi del suo secondo registro.

Yzeures-sur-Creuse nel territorio dei Turoni (in rosso)

Il pilastro monumentale doveva far parte dell'apparato monumentale di un importante centro cultuale antico, che comprendeva anche almeno un tempio e un altare. Questo luogo di culto fu probabilmente abbandonato e smantellato quando gli successe, intorno alla metà del V secolo, sotto l'episcopato di Eustochio, una chiesa menzionata da Gregorio di Tours. Il mantenimento della funzione religiosa del luogo testimonia della sua importanza: i costruttori cristiani hanno probabilmente voluto "purificare" il sito pagano costruendo la chiesa e il riutilizzo dei blocchi provenienti dagli antichi monumenti risponde a una duplice esigenza: fornire un materiale da costruzione solido per le fondazioni e sottrarlo alla vista degli abitanti per far dimenticare il culto che rappresenta.
Nessun indizio archeologico, tuttavia, permette di precisare la localizzazione o l'ampiezza di questo centro cultuale, né di ipotizzare la presenza di altri edifici, dato che i soli resti giunti fino a noi erano stati reimpiegati. Nell'attuale territorio di Yzeures-sur-Creuse, al confine tra le civitates dei Biturigi, dei Pictoni e dei Turoni, sono stati individuati una quindicina di siti antichi, tra cui tre ville gallo-romane. L'ipotesi che questo centro cultuale fosse legato ad un insediamento secondario è stata ritenuta molto plausibile anche se non provabile in base alle nostre attuali conoscenze. Nei pressi di Yzeures è attestato un antico guado sul fiume Creuse e il territorio sarebbe stato attraversato da una via antica che collegava Avaricum (Bourges) e Limonum (Poitiers), la cui presenza tuttavia non è stata verificata.
I siti di Yzeures-sur-Creuse e di Guè-de-Sciaux a Antigny presentano numerose somiglianze: si tratta di potenziali insediamenti secondari situati in prossimità di un corso d'acqua che poteva assicurare traffico fluviale di merci e presso un guado, al confine di diverse civitates e molto probabilmente dotate di un importante centro di culto, che comprendeva monumenti di simile simbologia e funzione come i "pilastri a quattro dei".